# Basileuterus tristriatus
Basileuterus tristriatus е вид птица от семейство Parulidae.

## Разпространение
Видът е разпространен в Боливия, Колумбия, Коста Рика, Еквадор, Панама, Перу и Венецуела.